# Mariola (salume)

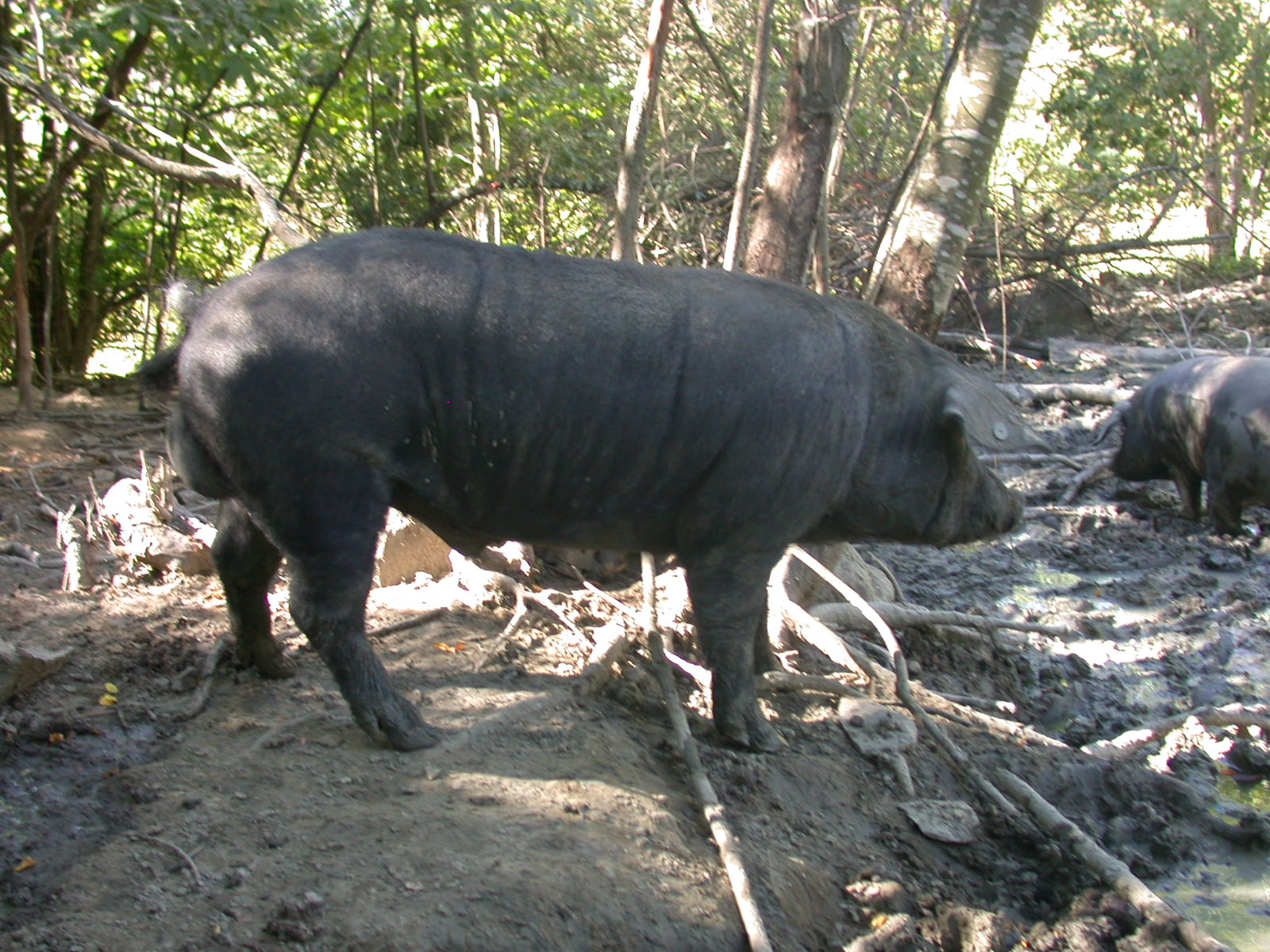
Suino nero di Parma, razza autoctona promossa dal presidio Slow Food per la produzione della mariola

La Mariola è un insaccato italiano a base di carne suina Presidio slow food, nonché prodotto agroalimentare tradizionale, tipico di alcune zone dell'Emilia Romagna e della Lombardia

## Zona di produzione
La mariola è un salume tipico della Bassa parmense, della zona pedemontana della provincia di Piacenza e di alcuni comuni rivieraschi della provincia di Cremona nella quale è comunemente chiamata ciöta.

## Storia
Salume di antica origine, veniva un tempo preparata ai primi di dicembre, periodo in cui il suino raggiungeva il peso ottimale per la macellazione e il clima freddo dell'inverno favoriva la conservazione della carne. Grazie alla lunga stagionatura la mariola poteva essere conservata sino a 12 mesi, divenendo così spesso un salume tipico delle feste natalizie dell'anno seguente.

## Preparazione
La mariola viene preparata in due differenti versioni: cruda e cotta. Solo la mariola cruda tuttavia è presidio slow food essendo essa molto difficile da stagionare e quindi molto rara e scarsamente reperibile. Per questi motivi un tempo la mariola cruda era appannaggio delle persone più abbienti e facoltose, mentre la cosiddetta mariola di cotechino, quella da consumare cotta, era di minore deperibilità e per questo motivo si poteva definire come mariola dei poveri.

### Mariola cruda

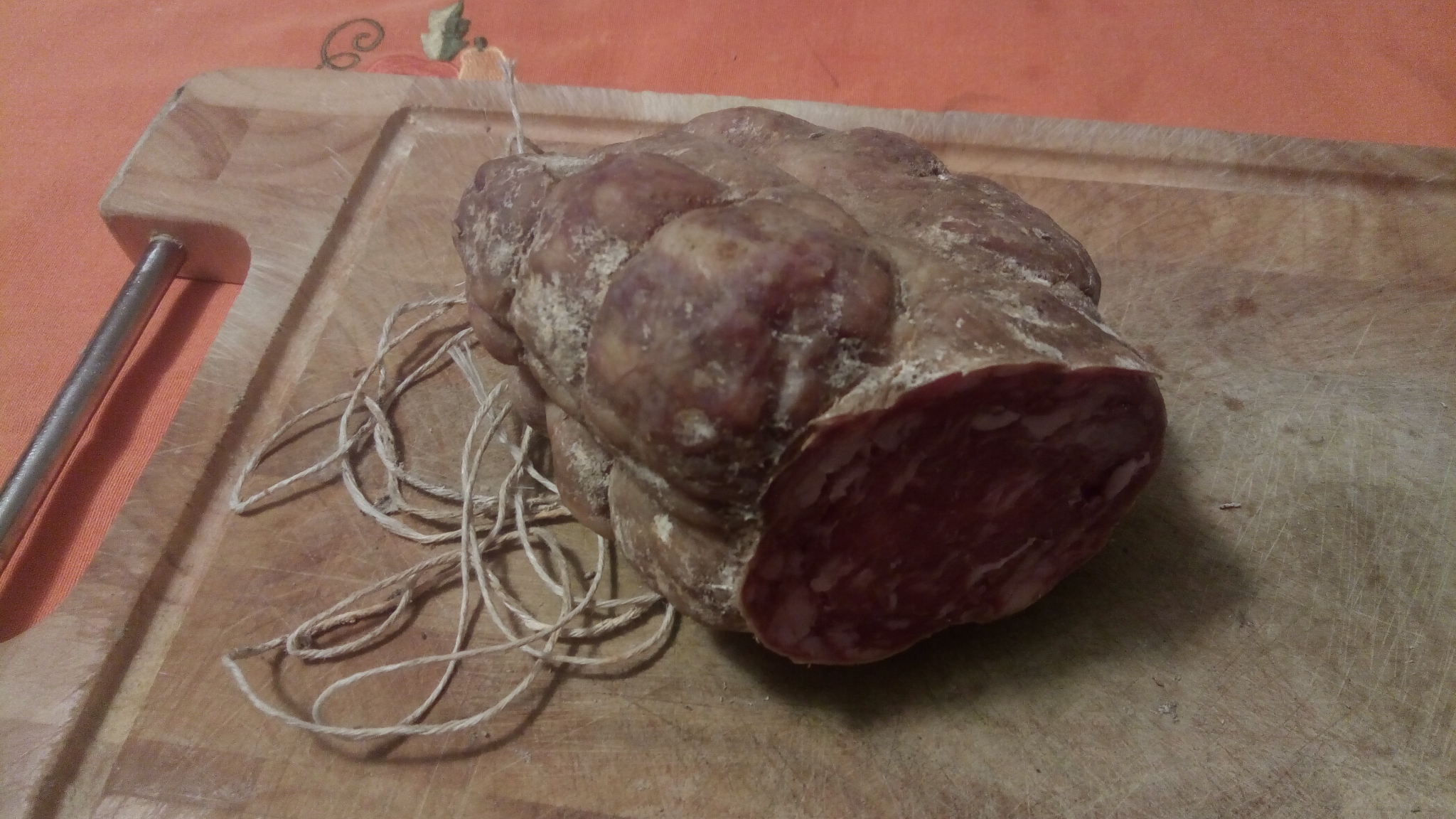
Mariola cruda

Dall'aspetto di un grosso salame caratterizzato da una forma particolarmente tozza, talvolta a forma di palla, la mariola cruda si produce partendo da un misto di carne di maiale piuttosto magre, normalmente stinco e spalla. Le carni vengono tritate molto finemente con aggiunta di sale, pepe nero, aglio e vino bianco L'impasto così ottenuto e aromatizzato viene quindi inserito in un budello di intestino cieco che essendo particolarmente grosso e spesso, è adatto a mantenere la morbidezza del prodotto anche a fronte di lunghissime stagionature che arrivano talvolta oltre i 12 mesi.
Le razze suine che il presidio slow food promuove per la selezione delle carni che saranno poi destinate alla produzione della mariola cruda sono quelle che storicamente sono tipiche del territorio di produzione, ovvero la Mora romagnola, Nera Parmigiana.

### Mariola cotta
È ottenuta dalla cotenna e dagli scarti del maiale e arricchita da un po' di cotenna accuratamente sminuzzata,  piuttosto simile ad un grosso cotechino, anche se in realtà è differente, viene consumata dopo una cottura di circa 3 ore.

## Conservazione
La mariola cruda va conservata in un luogo fresco e umido, dopo il taglio deve essere tenuta in frigo.

## Utilizzi
La mariola cruda viene consumata generalmente come antipasto singolo o associato ad altri salumi, accompagnato frequentemente dalla torta fritta, mentre la mariola cotta viene servita con purè di patate o lenticchie talvolta accompagnata con mostarda di frutta.